# Гьопинген
Гьопинген (на немски: Göppingen) е окръжен град в Баден-Вюртемберг, Германия с 55 571 жители (към 31 декември 2013) на ок. 40 км източно от Щутгарт.
За пръв път е споменат през 1110 г.